# Красноярська залізниця

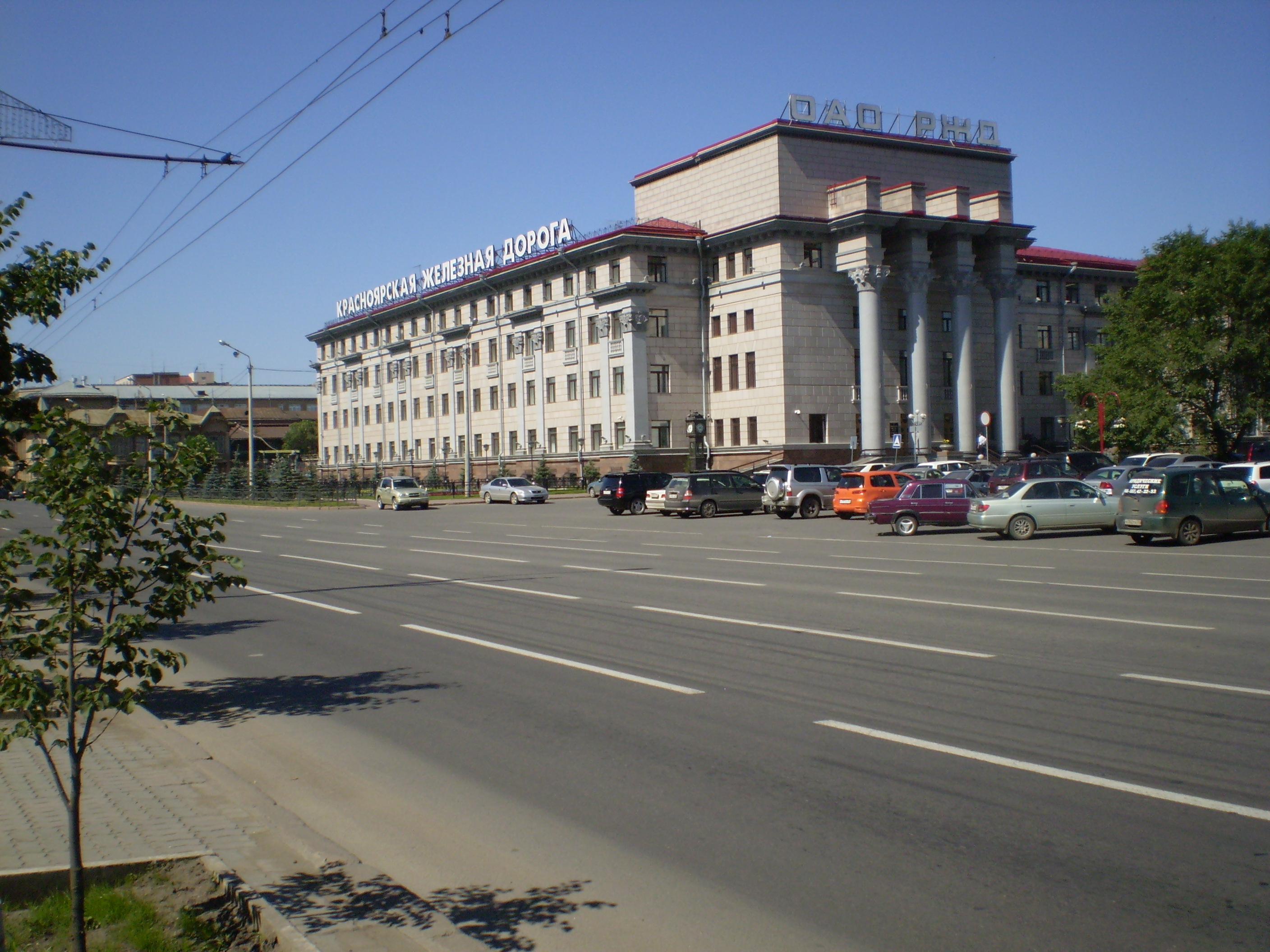
Штаб-квартира Красноярської залізниці

Красноярська залізниця — залізниця на півдні Сибіру. Залізниця пов'язує Західно-Сибірську і Східно-Сибірську залізниці, є головною транзитною лінією, усередині Транссибу. Управління залізниці в Красноярську.
До складу залізниці входять Абаканське і Красноярське відділення. Експлуатаційна довжина залізниці на 2006 — 3 158 км.

## Історія
Регулярний рух поїздів залізницею між Новониколаївськом (нині Новосибірськ) і Красноярськом відкрито у 1898, між Красноярськом й Іркутськом — в 1899 після завершення будівництва найбільшого залізничного мосту в Азії через Єнісей.
У період січень 1904 — жовтень 1905 Сибірська залізниця зіграла велику роль у забезпеченні військових перевезень під час російсько-японської війни.
У 1926 побудовано лінію Ачинськ — Абакан. У 1949 розпочато будівництво лінії Новокузнецьк — Абакан, в 1950 розпочато будівництво до станції Абаза. У 1960-ті роки будуються лінії Ачинськ — Лісосибірськ, Красна Сопка — Кія-Шалтир, Камишта — Саяно-Шушенська ГЕС. У 1965 завершено будівництво лінії Абакан — Тайшет з гілкою Уяр — Саянська. У 1970-ті роки будується лінія Решоти — Карабула.
Красноярська залізниця вперше отримала самостійність в 1936. У період 1961 — 1979 залізниця входила до складу Східно-Сибірської залізниці.
Красноярська залізниця в 2007 перевезла понад 6,7 мільйонів пасажирів в далекому сполученні і 13,5 мільйонів у приміському. У 2007 залізницею перевезено 74,2 мільйонів тонн різних вантажів. Головна номенклатура перевезених вантажів включає вугілля, ліс, руду, будівельні матеріали і наливні вантажі.
1 жовтня 2003 Федеральне державне унітарне підприємство «Красноярська залізниця» ввійшло до складу РЖД на правах територіальної філії.
На 2006 рік до складу Красноярської залізниці — філії РЖД входить 97 структурних підрозділів: 179 станцій, 17 дистанцій колії, 6 колійних машинних станцій, 10 дистанцій сигналізації та зв'язку, 18 контейнерних майданчиків й інші виробничі підрозділи.
7 грудня 2004 — до 70-річчя з моменту утворення Красноярського краю став до ладу новий залізничний вокзал столиці регіону. Рішення про будівництво нового вокзалу Красноярську було прийнято в 2003, в зв'язку значним збільшенням пасажиропотоку в Красноярську. На будівництво вокзалу і вокзального комплексу було витрачено близько півтора мільярда рублів. Сьогодні Красноярський вокзал по праву вважається одним з найліпших і зручних на території Зауралля. У новому будинку встановлено 16 квиткових кас, — це на 6 більше, ніж було раніше. Збільшено площу вокзалу. Поліпшилося сервісне обслуговування пасажирів.
4 червня 2005 відкрилася оновлена привокзальна площа станції Красноярськ-Пасажирський. Вартість реконструкції привокзальної площі становила 170 мільйонів рублів. Вона збільшилася на півтори тисячі метрів. Унікальною площу робить скульптурна композиція, — постать лева, встановлена на 16-метровій стелі. Лев із серпом і лопатою — геральдичний символ Красноярська. До речі, Красноярська привокзальна площа — єдина в Росії, прикрашена геральдичною символікою.
Чисельність робітників залізниці — понад 53 000.

## Структура
- Абаканська дистанція колії
- Аскизська дистанція колії
- Ачинська дистанція колії
- Боготольська дистанція колії
- Вагонное депо Аскиз
- Вагонне депо Боготол
- Вагонне депо Іланська
- Вагонне депо Ужур
- Залізнична станція Абакан
- Залізнична станція Ачинськ — I
- Залізнична станція Ачинськ — II
- Залізнична станція Заозерна
- Залізнична станція Іланська

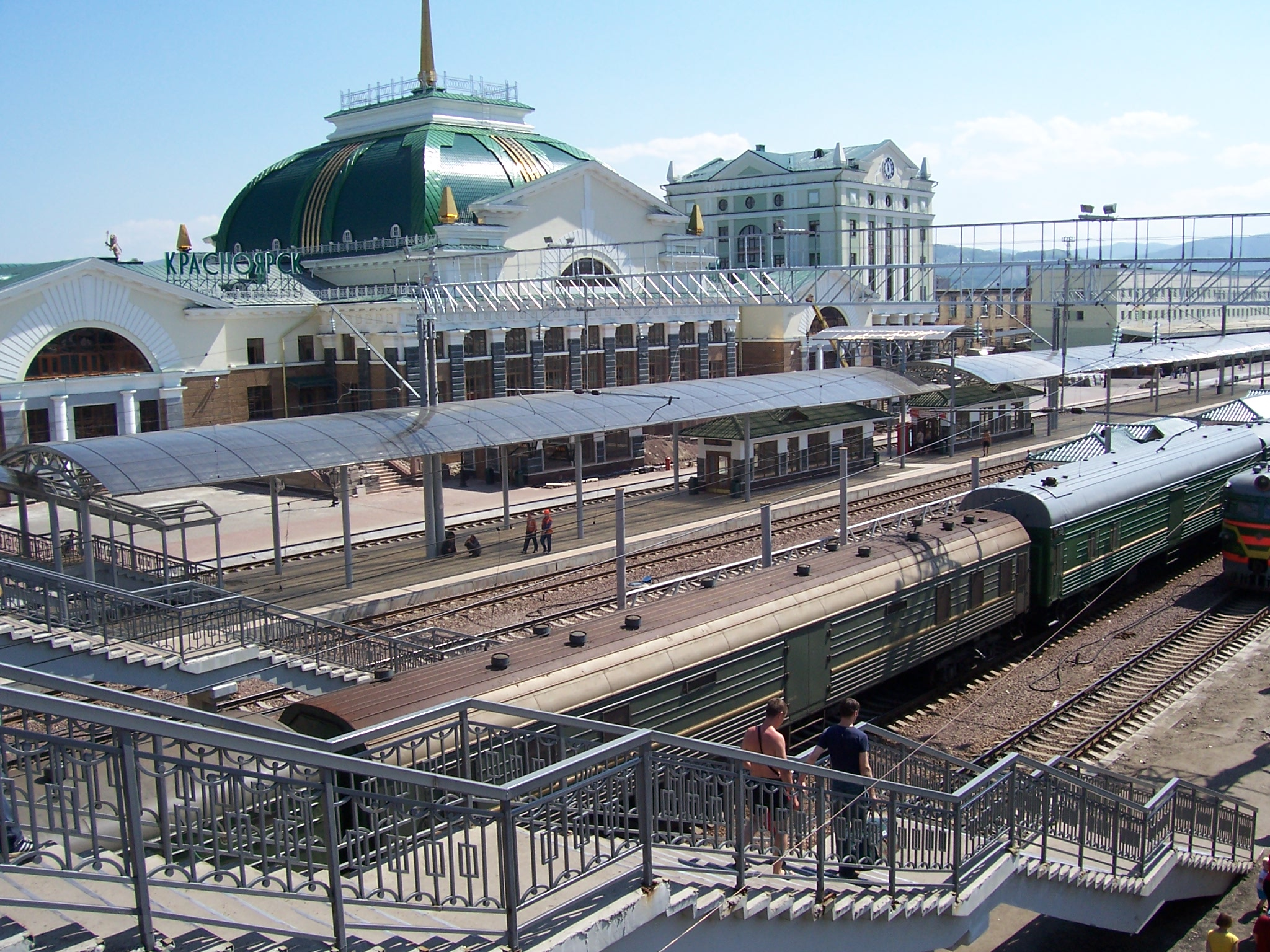
Нова будівля вокзалу Красноярська

- Залізнична станція Красноярськ-Пасажирський
- Залізнична станція Красноярськ-Восточний
- Залізнична станція Мариїнськ
- Іланська дистанція колії
- Інгольська дистанція колії
- Козульська дистанція колії
- Кошурниковська дистанція колії
- Красноярська дистанція колії
- Маріїнська дистанція колії
- Междуреченська дистанція колії
- Решотська дистанція колії
- Саянська дистанція колії
- Суриковська дистанція колії
- Тагульська дистанція колії
- Ужурська дистанція колії
- Уярська дистанція колії